# Pistolet Astra 400
Astra 400 – hiszpański pistolet samopowtarzalny.

## Historia
Astra 400 powstała jako uproszczona wersja pistoletu Campo Giro. W 1921 roku została przyjęta do uzbrojenia armii hiszpańskiej. W czasie II wojny światowej duże ilości pistoletów Astra 400 wyeksportowano do Niemiec. Opierając się na konstrukcji Astry 400 skonstruowano szereg modeli pochodnych (Astra 300, 600, 700, 800/Condor). Charakterystyczną cechą pistoletu Astra 400 była możliwość zasilania kilkoma typami naboi. Nominalnie była to broń kalibru 9 × 23 mm Largo, ale wymiary komory nabojowej pozwalały załadować i odpalić także naboje 9 x 23 mm Steyr, 9 x 20 mm Browning Long oraz 9 x 19 mm Parabellum.
Produkcję pistoletu Astra 400 zakończono w 1946 roku.

## Opis
Astra 400 była bronią samopowtarzalną. Zasada działania oparta na odrzucie zamka swobodnego. Mechanizm uderzeniowy kurkowy. Jedynym bezpiecznikiem był automatyczny bezpiecznik chwytowy.
Astra 400 była zasilany ze wymiennego, jednorzędowego magazynka pudełkowego o pojemności 8 naboi, umieszczonego w chwycie.
Lufa gwintowana, posiadała 6 bruzd prawoskrętnych.
Przyrządy celownicze mechaniczne, stałe (muszka i szczerbinka).